# Frontenac, Kansas
Frontenac är en ort i Crawford County i Kansas. Vid 2020 års folkräkning hade Frontenac 3 382 invånare.